# PIE (기업)
주식회사 PIE는 대한민국의 AI 비전 검사 솔루션 기업으로, 본사는 경기도 화성시 동탄기흥로 614, 916호 (영천동,더퍼스트타워2차)에 있다.

## 역사
2018년에 설립되었으며, 2022년 6월 비즈하이시스템를 인수하여 자회사로 가지고 있다. 2022년 솔리크인베스트먼트로부터 약 150억원을 투자를 받았다.

## 제품
카메라, 렌즈 등을 활용한 측정 데이터를 비전 제어 기술을 통해 더욱 빠르고 정확하게 분석할 수 있도록 영상 처리하는 AI 알고리즘을 보유하고 있다.